# 蒙特內哥羅的彼得王子
蒙特內哥羅的彼得（Peter Petrovich-Njegosh，1889年10月10日—1932年5月7日），蒙特內哥羅國王尼古拉一世的幼子。

## 生平
1924年，彼得與薇爾蘭特·韋格納結婚，兩人沒有子女。